# فرودگاه ایریبا
فرودگاه ایریبا (به انگلیسی: Iriba Airport) یک فرودگاه همگانی است . این فرودگاه در شهر ایربیا، چاد کشور چاد قرار دارد .